# Конзервативизам у САД
Амерички конзервативизам је у исто време производ процеса који је довео до економске и политичке модернизације у САД, али и израз протеста против тог процеса. Конзервативни програми који се залажу за експанзију бизниса и за војну надмоћност, управо зато што су њихови носиоци били либерали, изазвали су снажно реаговање конзервативаца кад се показало да су неостварљиви. С друге стране, десница која своју критику усредсређује на духовну празнину, банкротство либерала, на разарање заједнице и на очигледан материјализам, повезује се управо с оним снагама против чијег се деловања буни. Десница узима власт истовремено као идеологију и утопију: власт је начин да се одржи привилегија, а истовремено и реаговање на привилегију која се настоји одржати. Отуда се идеологија и пракса деснице ретко поклапају, што ствара неконзистентна, опортунистичка искушења, која прете да разбију амерички конзервативизам на начин сличан оном који је карактеристичан за амерички либерализам. Од противречности које у перспективи могу створити проблеме конзервативизму на власти, набројаћемо пет (њих наглашавамо као изворе могућих слабости). Америчка десница садржи елементе синтетичког натурализма, демократског ауторитаризма, глобалног изолационизма, централизованог локализма и конформистичког индивидуализма. Конзервативне и хришћанске медијске организације, заједно са америчким конзервативним личностима, су утицајне, и амерички конзервативизам је једна од већинских политичких идеологија унутар Републиканске партије.

## Синтетички натурализам
Једно од најупадљивијих обележја начина доласка конзервативизма у Америку представља чињеница да су га донеле оне економске снаге које су подстицале синтетички преображај америчког друштва, али су оправдање за то налазиле у натуралистичкој политичкој филозофији. Институције као што су породица или капиталистичка политичка економија, природно су оправдане за десницу. И заиста, недавно објављена књига коју представљају као нову синтезу деснице о економији и хијерархији, слободно може да се такмичи са Золиним ро- манима кад је реч о описивању природне неизбежности патњи. Према том гледишту, патријархат и профит представљају услове расе; ако би се у њих унела промена, тиме би се изазвао поремећај у васиони, а људи би се гурнули у стално разочарење. Натуралистичка идеологија не би била вредна помена; она прати сваку конзервативну обнову, али значај јој даје чињеница да су они који се за њу залажу, дошли на власт захваљујући потпуно синтетичком преображају америчке материјалне стварности. Привредне гране које су издржале десничарску критику јесу оне гране које су своје производне снаге минијатуризовале, компјутеризовале и аутоматизовале. Десничарски поглед на свет садржи вештачки изграђену историју, истове- тан архитектонски стил без обзира на регионалне разлике, хероје мас-медија изливене из монотоно једноличних модела, неодољиву жељу да се природа замени тржишним центрима, нетрпељивост у погледу правих природних разлика као што су расне разлике. На челу кампање за преображај америчке културе у потпуно синтетичку културу, али оправдавајући своје тежње позивањем на природну неизбежност, америчка десница је снага брзе промене, али истовремено и снага која брани традицију. У крајњој линији, постизање једног од тих циљева могуће је само на рачун другог.

## Демократски ауторитаризам
Као што су уочили неки од сарадника The Radical Right, амерички конзервативизам оправдава недемократско схватање политике, полазећи од плебисцитарног обећања народу. Популистичка и елитистичка у исти мах, десничарска идеологија настоји да оправда владавину мањине, позивајући се на предрасуде и незнање већине. Да је десница ишла на председничке изборе само са својим економским програмом, налазила би се још у истом положају који је својевремено био резервисан за Друштво Johna Bircha. Повезивање рестриктивног, монетаристичког и протекционистичког економског програма с експанзионистичком, широко заснованом, културном критиком савремене цивилизације, представљало је потез генија, који је десници омогућио да задржи подршку коју јој дају недемократски сегменти пословне елите и елите националне безбедности, а да у исто време разради програм који наилази на општи одзив у масама. Међутим, десница може бити жртвована истом оном популистичком менталитету који је морала да угуши како би дошла на власт. Попут послератних либерала, и послератни конзервативци су се коцкали с будућношћу. Међутим, док су либерали веровали у привредни раст, десно крило је једино могло полагати наду у политичку стагнацију. Политички успех деснице и све већи неуспех политичке партиципације су у доброј мери једно те исто. Што мање људи учествује на било који непосредан начин у политичком систему, а у САД тај процент бива све мањи од избора до избора, то је већа способност чврсто организоване групе, попут нове деснице, да се пробија. Ставише, чак и у условима све мањег броја политички активних људи, стални успех деснице се темељи на покретању симболичних питања као што су страх од злочина, ксенофобија и антифеминизам (а то су питања која тешко да могу бити решена) и на опипљивим економским проблемима које осећа већина људи. Другим рецима, десница је у стању да измири демократске и ауторитарне елементе све док политички систем наставља да слаби. Мада постоји добар разлог да се веру је како демагогија може дуго времена доносити жељене плодове, она ипак не може, попут харизме, да буде овековечена. Кресање буџетских расхода, чиме су несразмерно погођени управо они који су политички неактивни, може имати непредвидиве последице, подстицање политичког активизма. Осећања изазвана позивима на рушење културе, веома су опасна. Наиме, како ћемо елиминисати хомосексуалност, спречити побачаје, контролисати злочин или постићи без- бедност кад Совјетски Савез поседује читав систем нуклеарних оружја? Они који изазивају народни гнев поводом питања која се не могу ресити, ризикују да се тај гнев усмери против проблема као што су инфлација и незапосленост који, ма колико сложени, дају утисак да се могу лакше контролисати. У оној мери у којој десничарски покрети успевају да изазову страх, у истој тој мери они стварају предуслове за свој нестанак.

## Глобални изолационизам
Десничарска влада у империјалној држави јесте противречан израз, и то више но што се обично схвата. Од времена брачног пара Webbs у Енглеској, па све до хладноратовских либерала у САД, експанзија према споља и благостање у земљи, били су повезани. За разлику од колонијалног продирања у зависне колоније, глобална хегемонија захтева изразиту и велику способност државне интервенције; војну организацију, већином засновану на војној обавези, што подразумева: виши ниво здравља становништва и писмености; снажну домаћу привреду која неминовно иде у правцу неке врсте планирања и колективне алокације ресурса; више порезе, као и идеологију која истиче да жртве учињене у служби државе бивају надокнађене и награђене. Америчка десница се противила готово сваком потезу либерала из времена Трумана чији је циљ био стварање империјалног државног апарата. У свом традиционалном облику, амерички конзервативизам је прерано постао антиимперијалистички и противио се, са становишта ниских пореза и политике, иновацијама јавне политике (а управо су те иновације омогућиле да глобализам постане стварност). Упркос причама о војној спремности и потреби супротстављања Совјетима, америчка десница је настојала да избегне формулисање целовитог и промишљеног прилаза спољној политици. Чак и изолационизам, иначе нож у леђа конзистентности, може боље бити схваћен као проазијски антиевропски менталитет, него као начин избегавања покушаја гушења, који долазе споља. Десни покрети, изазвани домаћим незадовољствима, ослањали су се на целисходност у свом прилазу свету, а мало су напора улагали да тај свет озбиљно схвате. Десница је више реаговала, него што је антиципирала у спољној политици. Она и данас свој урођени изолационизам и парохијализам изражава кроз позиве и залагање за глобалну интервенцију.

## Централизовани локализам
Америчка десница је безобзирно локалистичка у теорији и неуморно централистичка у пракси. Као што је подвукао Grant McConnell, конзервативни интереси су се углавном залагали за локализам, али не због љубави према заједници и региону. Једна од најзначајнијих промена до које је дошло у америчкој политичкој економији, огледа се у чињеници да су управо локалне елите које су се некад залагале за „домаћу” идеологију и стављале нагласак на „државна права”, саме изгубиле свој локализам. Трговци некретнинама, традиционални представници елите која се заснива на локалној заједници, организовани су у наци- онална удружења која електронски комуницирају. Вављење пољопривредом одавно је престало бити обележје специфичних за сада је то национална, а често и мултинационална делатност. Опадање профита уништило је бензинске станице које сер- висирају кола, а локални заступници аутомобилских фирми нестају упоредо са сужавањем америчких корпорација. Укратко, конкурентни сектор привреде који је, бар од времена Роберта Тафта, био друштвена и политичка база деснице сада је централизован и рационализован, а то мора имати значајне последице по тврђење деснице да она отелотворује локалистичку идеологију. Упркос честим нападима на централизовану владавину и на бирократију, могло би се очекивати да ће политика под десним режимима вршити све снажнији притисак у правцу увођења још централистичкијег привредног система. У време привредне кризе, пресудну улогу добијају рационализација, реорганизација, па чак и планирање; конкуренција, локализам и дуплирање чине се безначајним. У доба најстрожије штедње и одрицања, разлика између конзервативаца и либерала не огледа се у ставу према централизовању, већ према начину на који се оно може остварити. Десница настоји да централистичке и рационализирајуће тенденције развија у све монополистичкијем приватном сектору, док либерали теже да те тенденције буду сачуване у јавном сектору. Међутим, у случају обе алтернативе, националним потребама се жртвују предузећа лоцирана у ужим заједницама и локална различитост. У сваком случају, политика деснице је непријатељскије настројена (него што је то политика либерала) према таквим верзијама „домаће” идеологије као што су контрола ужих заједница над школама, настојање да се спречи затварање фабрика, планови за коришћење соларне енергије и довођење војних база у службу локалних интереса.

## Конформистички индивидуализам
Раст политичке моћи америчке левице повезан је с масовним демографским кретањем ка западним федералним државама САД, где је идеологија неспутаног индивидуализма исто тако свеприсутна као сунце. (Први пут у историји САД средиште становништва нашло се 1980. године западно од реке Мисисипија). Неапологетски индивидуализам пробио се у републиканску платформу за 1980 и то на неколико начина: противљење увођењу обавезног ограничења брзине кретања аутомобила, поновљена залагања за идеологију , давање подршке приватним и парохијалним школама, на пример. Америчку десницу карактеришу маштовитост некадашњих освајача дивљег запада и каубојски стил. Друштвена сарадња и теорија о друштвеном благостању сматрају се неамеричким увозом из туђих култура. Не треба сумњати у искреност испољавања индивидуалистичких осећања, али америчку десницу карактерише и невероватан страх од слободе, што се изражава у строгом конформизму. У мишљењу деснице постоји очигледно разликовање између индивидуализма и самозадовољавања. Отуда је за десницу дисциплина исто толико значајна као и слобода. Неспособност нације да контролише своје либидо нагоне укратко, да контролише грех, крива је за инфлацију (одвећ велики број људи троши, уместо да штеди), за злочине (одвећ велики број људи акумулира капитал на лак начин, без рада), за све лошије услове живота у градовима (одвећ велики број органа власти, који троше одвећ неодговорно), за националну слабост (сувише захтева за задовољствима, и то на рачун жртвовања како би се нација суочила са спољашњом претњом) и за јерес (жене настоје да избегну рад у кући, а мушкарци се одвећ забављају). Кад конформистички нагон надвлада њено индивидуалистичко осећање, та иста десница која на сав глас труби о слободи, тражи репресију, смртну казну, закон и ред, војну дисциплину, пореска оптерећења и контролу над штампом и слободом говора. Америчка десница никако да се одлучи да ли је партија ида или суперега. Десничарски покрети обично стичу симпатије у раздобљима немира, кад конформистички и дисциплински захтеви добијају превласт. Успостављање реда може десници донети одређену популарност, али само до одређене тачке. Као што је открио Jimmy Carter кад је говорио о слабостима нације, ниједна партија која се залазе за оштре мере самоодрицања, не може рачунати да ће дуго владати.